# Return of the Living Dead: Rave from the Grave
Return of the Living Dead: Rave to the Grave este un film american direct-pe-video din 2005 regizat de Ellory Elkayem. În rolurile principale joacă actorii Cory Hardrict, John Keefe, Jenny Mollen și Peter Coyote.  A fost lansat la 20 martie 2007 . În timpul producției filmului, titlul acestuia a fost Return of the Living Dead 5: Rave to the Grave. Este al cincilea film din seria Morților Vii.

## Distribuție
- Cory Hardrict este Cody
- John Keefe ca Julian Garrison
- Jenny Mollen ca Jenny
- Peter Coyote ca Unchiul Charles
- Claudiu Bleonț ca Aldo Serra
- Sorin Cocis ca  Gino
- Cain Mihnea Manoliu ca Jeremy
- George Dumitrescu ca Artie
- Maria Dinulescu ca Shelby
- Catalin Paraschiv ca Skeet
- Aimee-Lynn Chadwick ca Becky
- Radu Romaniuc ca  Brett
- Sebastian Marina ca Dartagnan
- Violeta Aldea ca Rainbow
- Ricky Dandel ca Coach Savini
- Allan Trautman (neconfirmat) ca Tarman (cameo)